# Tafilalt

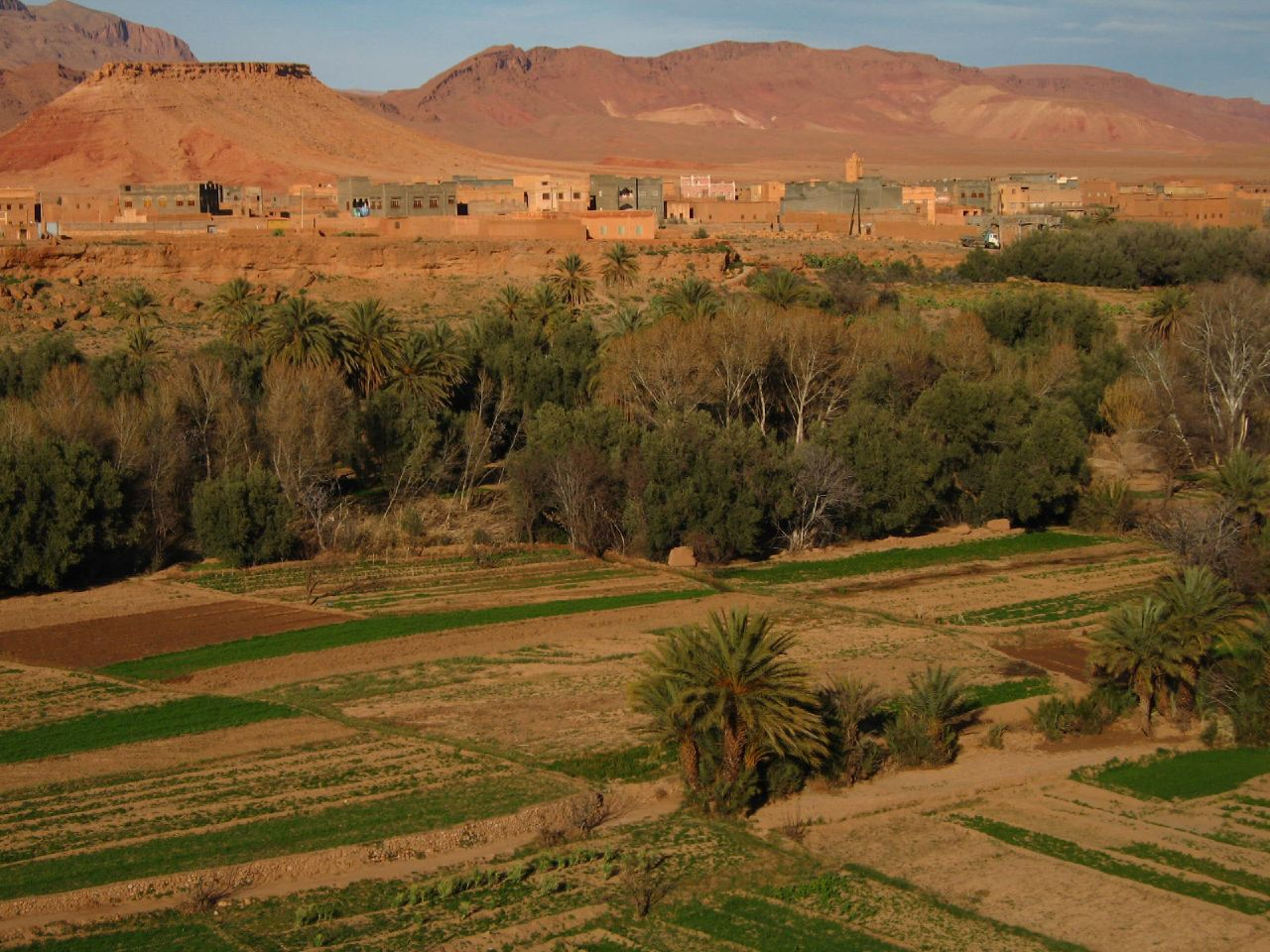
Zieleń oazy Tafilalt na przedmieściach Arfudu

Tafilalt (arab. تافيلالت albo تفيلالة, fr. Tafilalet) – region w południowo-wschodnim Maroku, na przedpolu Sahary, obejmuje tereny najważniejszej gospodarczo oazy kraju, położonej w dolinach Wadi Ziz i Wadi Gharis w obszarze regionu oaz południowego Maroka. Jest to ważny ośrodek uprawy palmy daktylowej. Współcześnie do najważniejszych miast regionu zalicza się Arfud i Ar-Risani.
Region Tafilalt pełnił rolę ważnego ośrodka handlowego już we wczesnym średniowieczu – istniało tu wówczas bogate ufortyfikowane miasto (ksar) Sidżilmasa, położone na trasie karawan zmierzających z Tangeru do miast handlowych nad Nigrem w głębi Afryki (m.in. do Timbuktu).
Od połowy XIII wieku Tafilalt znajduje się w rękach władców z dynastii Alawitów, która od XVII wieku włada całym Marokiem.